# Rudolf Weil
Rudolf Weil (Francoforte sul Meno, 14 maggio 1848 – Berlino, 7 novembre 1914) è stato un bibliotecario e numismatico tedesco.

## Biografia
Weil studiò filologia classica e archeologia classica e nel 1872 ottenne il dottorato alla Friedrich-Wilhelms-Universität. Dal 1874 al 1876 ottenne una borsa di studio dal Deutsche Archäologische Institut (DAI). Nel 1879 entrò in servizio alla Königliche Bibliothek zu Berlin come assistente, nel 1887 divenne curatore ausiliario, nel 1890 curatore e nel 1896 bibliotecario. Nel 1906 divenne professore. Da un punto di vista scientifico si interessò della numismatica greca. Prese parte agli scavi del DAI a Olimpia.

## Pubblicazioni
- De amphictionum delphicorum suffragiis, Berlin 1872 (Dissertation)
- Das Münzwesen des achaeischen Bundes, in: Zeitschrift für Numismatik 9, 1882, 199-272 (http://dln4.comyr.com/PDF/Weil.pdf[collegamento interrotto])
- Die Künstlerinschriften der sicilischen Münzen, Programm zum Winckelmannsfeste der Archäologischen Gesellschaft zu Berlin 44, Berlin 1884
- Julius Friedländer: Repertorium zur antiken Numismatik, im Anschluss an Mionnet's Description des medailles antiques, Aus seinem Nachlass hrsg. von Rudolf Weil, Berlin 1885
- Studien auf dem Gebiete des antiken Münzenrechts, Berlin 1893
- Zur Geschichte des Studiums der Numismatik, in: Zeitschrift für Numismatik 19, 1895, 245-262 (http://dln1.comyr.com/PDF/7138.pdf[collegamento interrotto])